# Tiago Camilo
Tiago Camilo   (Bastos, 24 de maig de 1982) nom esportiu de Tiago Henrique de Oliveira Camilo és un judoka brasiler, ja retirat, guanyador de la medalla de plata en la divisió de pes lleuger (‍–‍73 kg) als Jocs Olímpics d'estiu de 2000.

## Carrera esportiva
Va participar, a divuit anys, en els Jocs Olímpics d'Estiu de 2000 realitzats a Sydney (Austràlia), on va guanyar la medalla de plata en la prova masculina de pes lleuger (-73 kg) en perdre davant l'italià Giuseppe Maddaloni. Absent als Jocs d'estiu de 2004, en els Jocs Olímpics d'Estiu de 2008 fets a Pequín (República Popular de la Xina) aconseguí guanyar la medalla de bronze en la prova masculina del pes, semi mitjà (-81 kg).
Al llarg de la seva carrera ha guanyat una medalla d'or en el Campionat del Món de judo i dues medalles d'or en els Jocs Panamericans.